# Rafael Mendizábal
Rafael Mendizábal Iturain (San Sebastián, 6 de enero de 1940-Barbate, 1 de agosto de 2009) fue un dramaturgo español.

## Trayectoria
Tuvo grandes éxitos populares en la década de 1980 con comedias protagonizadas por Florinda Chico o Rafaela Aparicio. En 1994, estrenó en el teatro Victoria Eugenia de San Sebastián Feliz cumpleaños, señor ministro (Premio Ciudad de San Sebastián 1992), donde aborda la transexualidad y la homosexualidad, asunto este último que también trató en Madre amantísima (estrenada en el Centro Cultural de la Villa de Madrid en 2003).

## Obras
- Feliz cumpleaños, señor ministro.
- Mala yerba.
- La abuela echa humo.
- Viva el cuponazo.
- ¿Qué fue del sinvergüenza?
- Que me quiten lo bailao (la reina castiza).
- Madre amantísima.
- Mi tía y sus cosas.
- Mañana será jueves.
- Gente guapa, gente importante.
- ¿Le gusta Schubert?
- Crímenes horrendos.
- Una mala noche la tiene cualquiera.
- Uña y carne.